# Walter Fritzsche
Maximilian Walter Fritzsche (* 19. Dezember 1895 in Steglitz; † 1956) war ein deutscher Fußballspieler.

## Karriere

### Vereine
Fritzsche begann beim MTV Friedenau mit dem Fußballspielen und setzte es bei Wacker Schöneberg fort. Von 1917 bis 1930 gehörte er Vorwärts 90 Berlin als Abwehrspieler an, für den er bis Saisonende 1927/28 in der vom Verband Brandenburgischer Ballspielvereine, dem Dachverband aller Fußballvereine aus Berlin und der Provinz Brandenburg, im Rundenturnier mit Hin- und Rückspiel ausgetragenen Berliner Fußballmeisterschaft spielte.
In der ab der Saison 1920/21 in zwei Gruppen ausgetragenen Meisterschaft ging er mit seiner Mannschaft als Sieger der Gruppe B hervor und gewann in den beiden Finalspielen gegen den Sieger der Gruppe A, dem BFC Preussen, mit 4:1 im Gesamtergebnis. Demzufolge nahm er mit seiner Mannschaft an der Endrunde um die Deutsche Meisterschaft teil und stieß – nach Siegen über den Stettiner SC und dem Duisburger SpV im Viertel- und Halbfinale ins Endspiel vor, das am 12. Juni 1921 in Düsseldorf mit 0:5 gegen den 1. FC Nürnberg verloren wurde.
Als Sieger der Gruppe B 1922/23 abermals hervorgegangen, unterlag er diesmal dem Sieger der Gruppe A, dem SC Union Oberschöneweide, im Gesamtergebnis des Finalhin- und -rückspiels mit 2:4.
Die Saison 1927/28 schloss er mit seinem Verein, der sich durch Fusion mit dem BTuFC Union 1892 ab 1927 Blau-Weiß 90 Berlin nannte, in die Bezirksliga ab.

### Auswahl-/Nationalmannschaft
Nachdem er mehr als zwanzig Einsätze als Spieler der Auswahlmannschaft des Verbandes Brandenburgischer Ballspielvereine absolviert hatte, bestritt er am 5. Mai 1921 in Dresden sein einziges Länderspiel für die A-Nationalmannschaft, das im Test gegen die Nationalmannschaft Österreichs 3:3 endete.

## Erfolge
- Zweiter der Deutschen Meisterschaft 1921
- Berliner Meister 1921
- Sieger Kronprinzenpokal 1917/18

## Sonstiges
Zum Wehrdienst herangezogen, diente er als Soldat im Zweiten Weltkrieg, aus dem er als Versehrter zurückkehrte. Am 9. Februar 1942 beantragte er die Aufnahme in die NSDAP und wurde zum 1. April desselben Jahres aufgenommen (Mitgliedsnummer 8.989.887).